# Изола Рица
Изола Рица (итал. Isola Rizza) је насеље у Италији у округу Верона, региону Венето.
Према процени из 2011. у насељу је живело 2387 становника. Насеље се налази на надморској висини од 23 м.

## Становништво
| 1951. | 1961. | 1971. | 1981. | 1991. | 2001. | 2011. |
| ----- | ----- | ----- | ----- | ----- | ----- | ----- |
| 3.135 | 2.585 | 2.299 | 2.504 | 2.711 | 2.859 | 3.255 |